# Lixing-lès-Saint-Avold
Lixing-lès-Saint-Avold  es una población y comuna francesa, en la región de Lorena, departamento de Mosela, en el distrito de Forbach y cantón de Grostenquin.

## Demografía
| 697 | 566 | 682 | 695 | 672 | 720 | 714 | 701 | 670 |
| Para los censos de 1962 a 1999 la población legal corresponde a la población sin duplicidades (Fuente: INSEE [Consultar]) |     |     |     |     |     |     |     |     |